# Guindeau
Le guindeau est un treuil à axe horizontal utilisé sur les navires pour relever l'ancre. Il est également utilisé pour virer les aussières.

## Description
Le guindeau se trouve généralement sur le gaillard d'avant, au-dessus du puits aux chaînes. Son fonctionnement est manuel, hydraulique, électrique, ou à vapeur.
Les couronnes à empreinte qui sont adaptées à la dimension des mailles de la ligne de mouillage et qui servent à virer la chaîne se nomment barbotins, les éléments extérieurs utilisés pour virer les aussières se nomment poupées, les autres éléments lorsqu'ils existent sont des enrouleurs d'aussières.
Les barbotins et les enrouleurs sont embrayables ou non sur l'axe de puissance du guindeau, ils possèdent également leur propre système de frein mécanique.
Pour éviter que la chaîne ne fasse plus de trois quarts de tour sur les barbotins, une pièce appelée langue de bœuf est ajoutée, elle chasse au besoin la chaîne de l'empreinte.
En avant du guindeau et avant les écubiers on trouve deux stoppeurs de chaîne ou linguets, permettant de soustraire la tension au guindeau une fois le navire à l'ancre.
Le guindeau est parfois muni d’une poupée qui permet également de remonter un cordage.
Le guindeau peut être horizontal (avec axe vertical) ou vertical (avec axe horizontal)
Sur les voiliers, les guindeaux sont souvent électriques, parfois munis leur propre batterie pour permettre des puissances instantanées plus importantes.

## Étymologie
Un ancien guindas est devenu guinda, puis guindeau par changement de suffixe. Il est d'abord attesté sous la forme windas chez l'auteur normand Wace, ensuite chez divers auteurs et dans divers textes normands, dont les comptes du Clos des galées de Rouen sous la forme vindas en 1382 - 1384. En normand méridional, comme dans les dialectes de l'ouest et en français central, le w- initial a fait place à gu-, d'où *guindas devenu guinda. Le radical wind- / guind- est aussi celui du mot guinder (anciennement aussi vinder, winder) « hisser au moyen d'un treuil, en particulier, une ancre, une voile, une charge à bord d'un bateau ».
Le mot est issu ultimement de l'ancien norrois vindáss « treuil ». Il se poursuit dans les langues scandinaves modernes : islandais vindás « treuil »; féroien vinda « treuil, guindeau »; norvégien vindass « essieu d'une cloche » et vinde « guindeau »; danois vinde « treuil, guindeau ».

## Galerie d'images

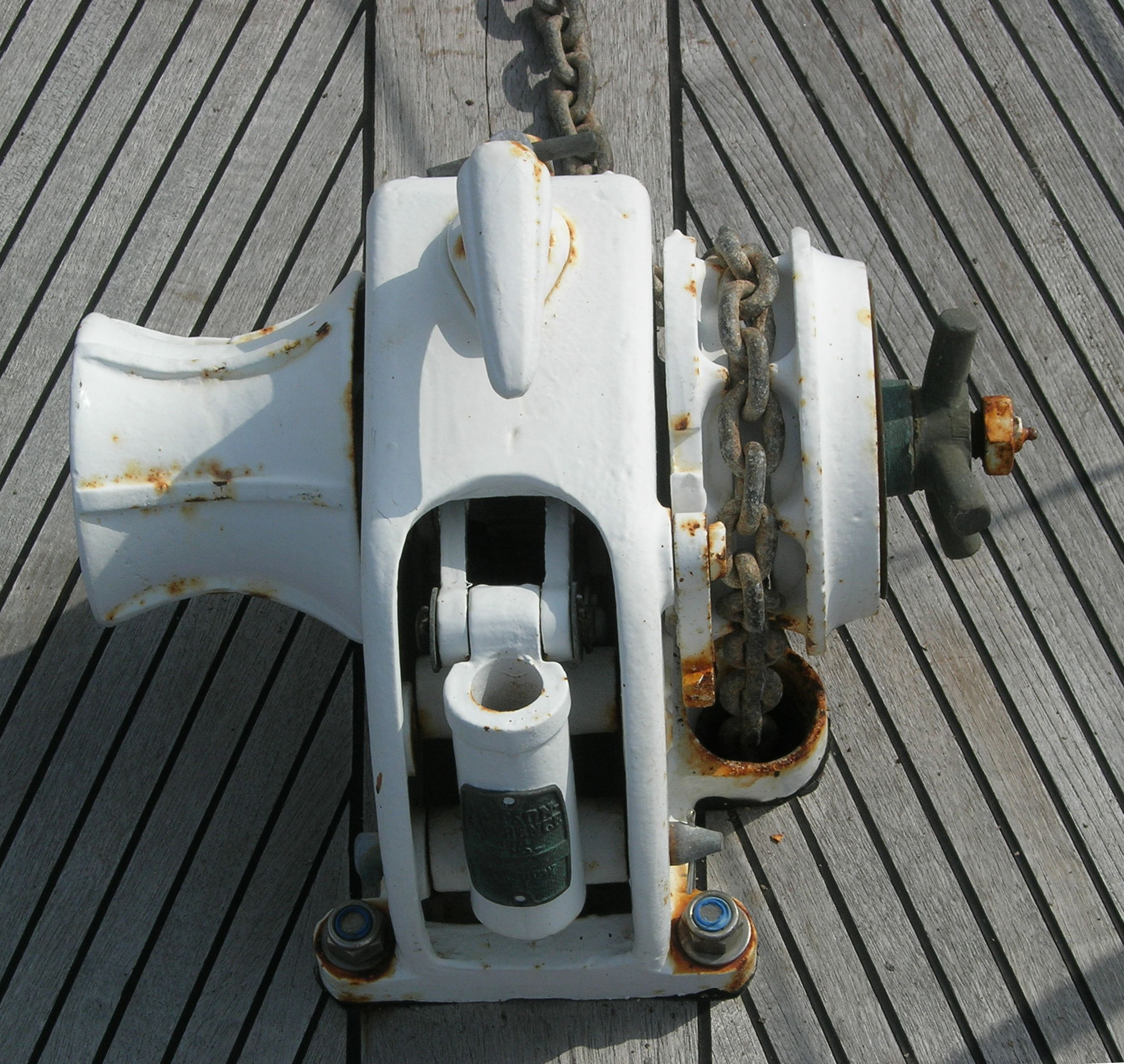
Guindeau d'un bateau de plaisance.
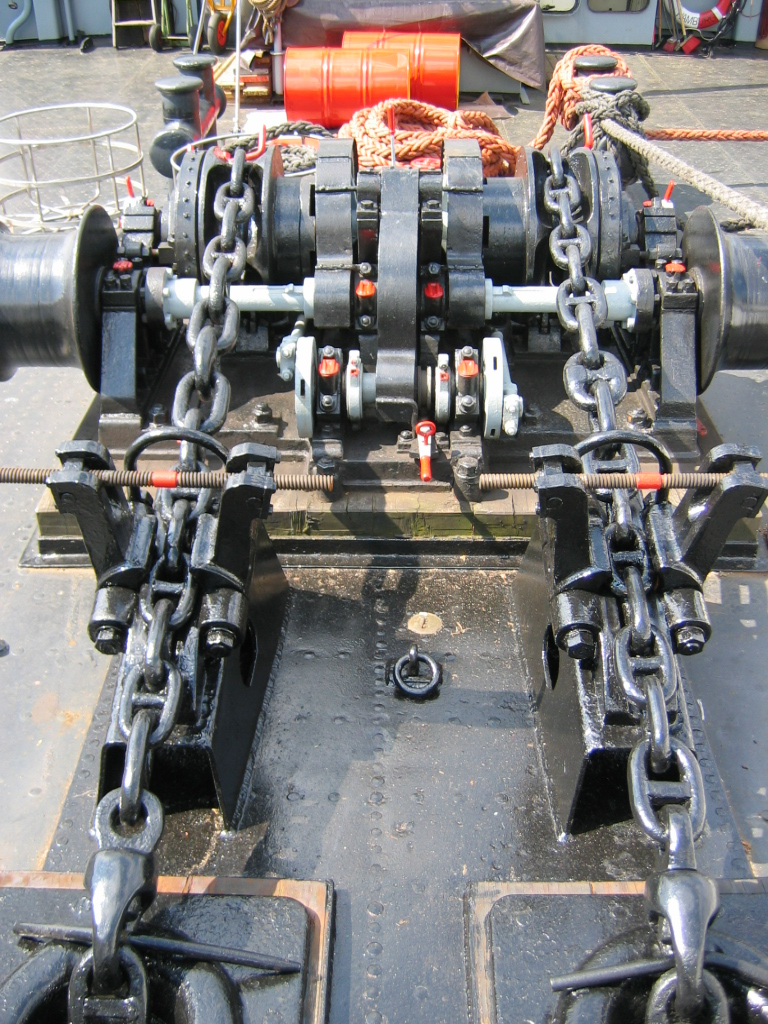
Chaînes du guindeau aux écubiers.
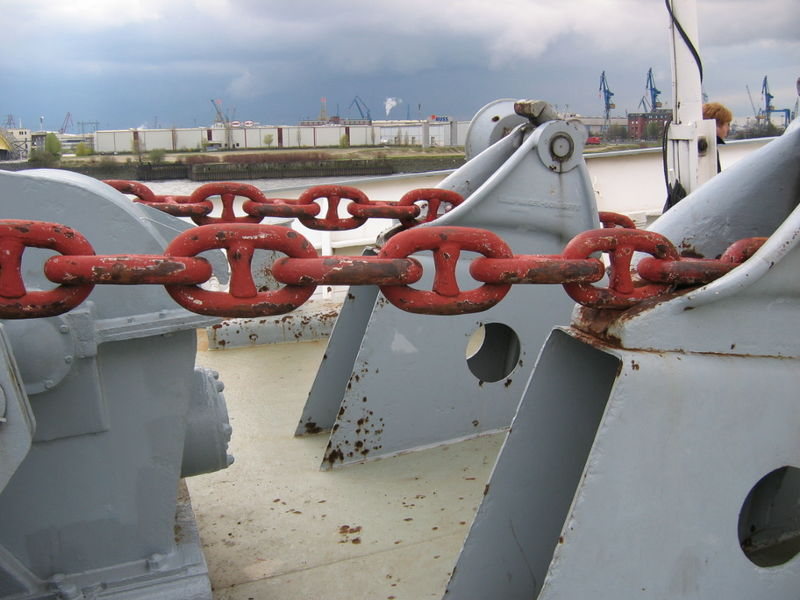
Entre le guindeau (à gauche) et les stoppeurs (à droite).
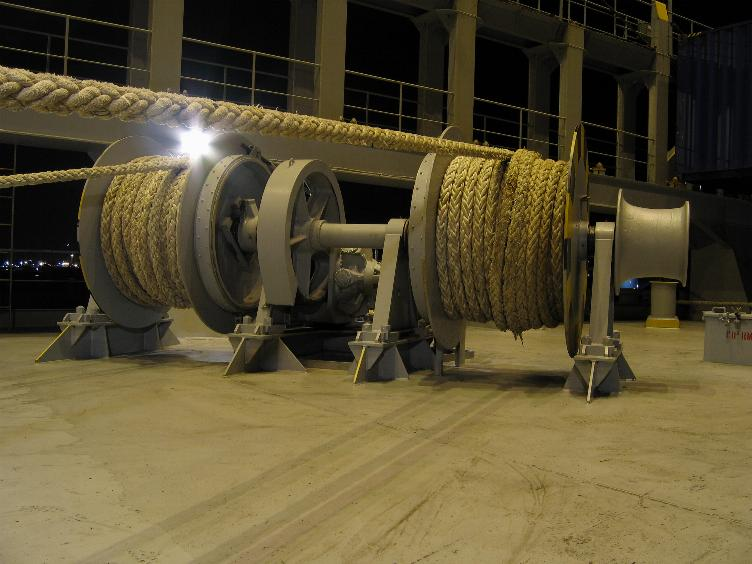
Guindeau avec enrouleurs d'aussières et poupées sur un porte-conteneurs.
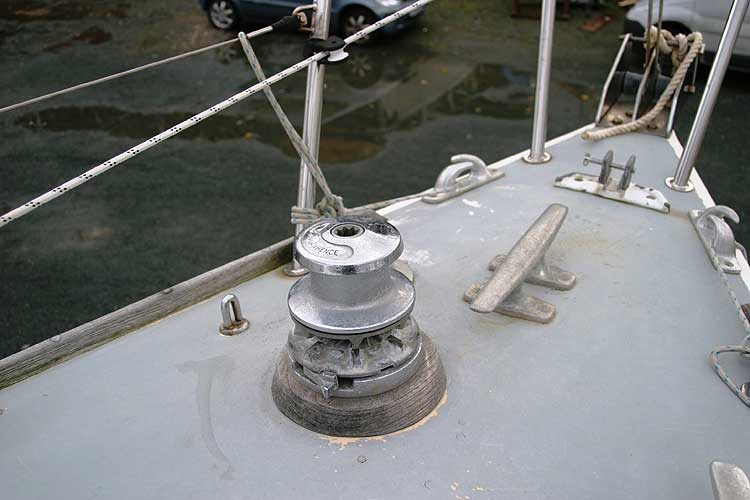
Guindeau horizontal.
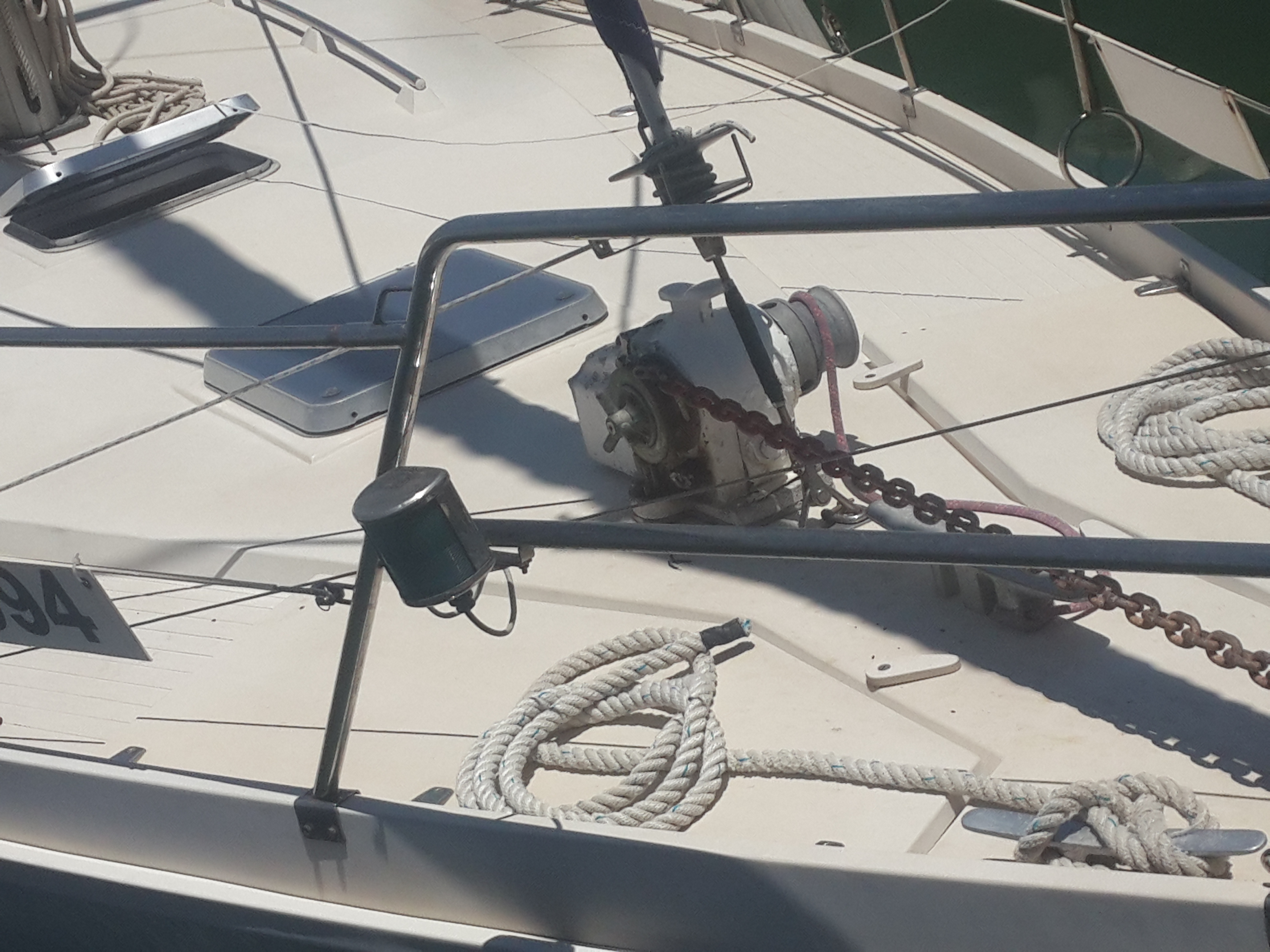
Guindeau vertical.